# Station Herefoss
Station Herefoss is een spoorwegstation in Herefoss in de gemeente Birkenes in het zuiden van Noorwegen. Het station ligt aan Sørlandsbanen.  Het stationsgebouw dateert uit 1938 en werd ontworpen door Gudmund Hoel. In 1989 werd het personenvervoer gestaakt. Het emplacement wordt nog wel gebruikt als passeerspoor.